# 캘리포니아 대학교 로스앤젤레스의 동문 목록
아래는 캘리포니아 대학교 로스앤젤레스의 동문 목록이다.
12명의 로즈 장학생과 15명의 노벨상 수상자를 비롯한 다양한 분야의 학계와 예술, 스포츠 분야에서 유명인사를 배출하였다.

## 과학ㆍ수학

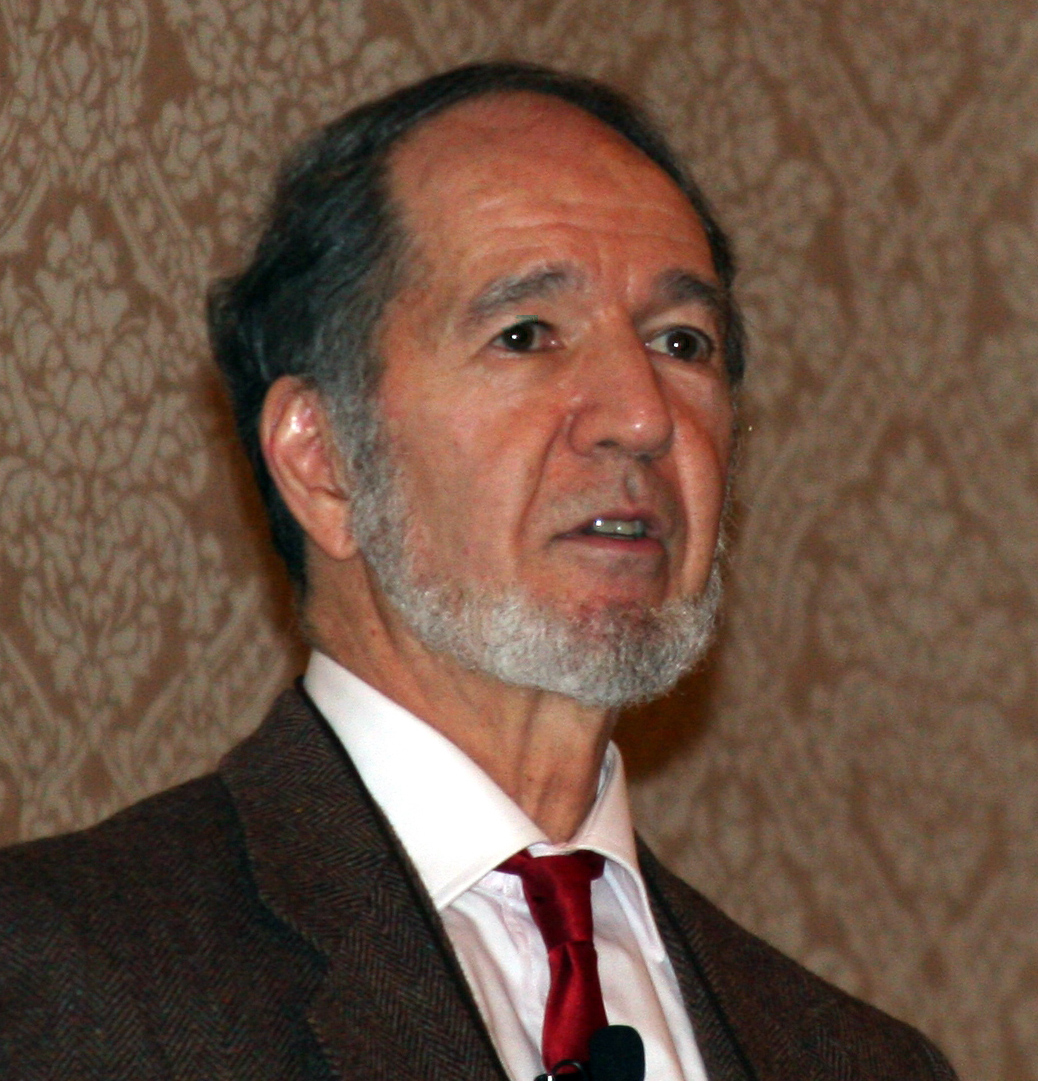
UCLA 교수이자 과학자로, 퓰리처상을 수상한
재러드 다이아몬드

- 글렌 T. 시보그 - 노벨 화학상 수상자
- 줄리언 슈윙거 - 노벨 물리학상 수상자
- 루이스 이그나로 - 노벨 생리학·의학상 수상자
- 테런스 타오 - 천재 수학자. 필즈상 수상자
- 재러드 다이아몬드 - 과학자, 《총, 균, 쇠》의 작가
- 빈트 서프 - '인터넷의 아버지', 전산학자
- 알론조 처치 - 전산학 설립자, 수학자, 논리학자
- 앨런 케이 - 전산학자, 객체 지향 프로그래밍과 사용자 인터페이스 디자인 분야의 선구자
- 레너드 클라인록 - 전산학자, 아파넷과 인터넷의 기반을 제공
- 톰 앤더슨 - 마이스페이스 공동 창립자

## 인문ㆍ철학
- 3명의 퓰리처상 수상자

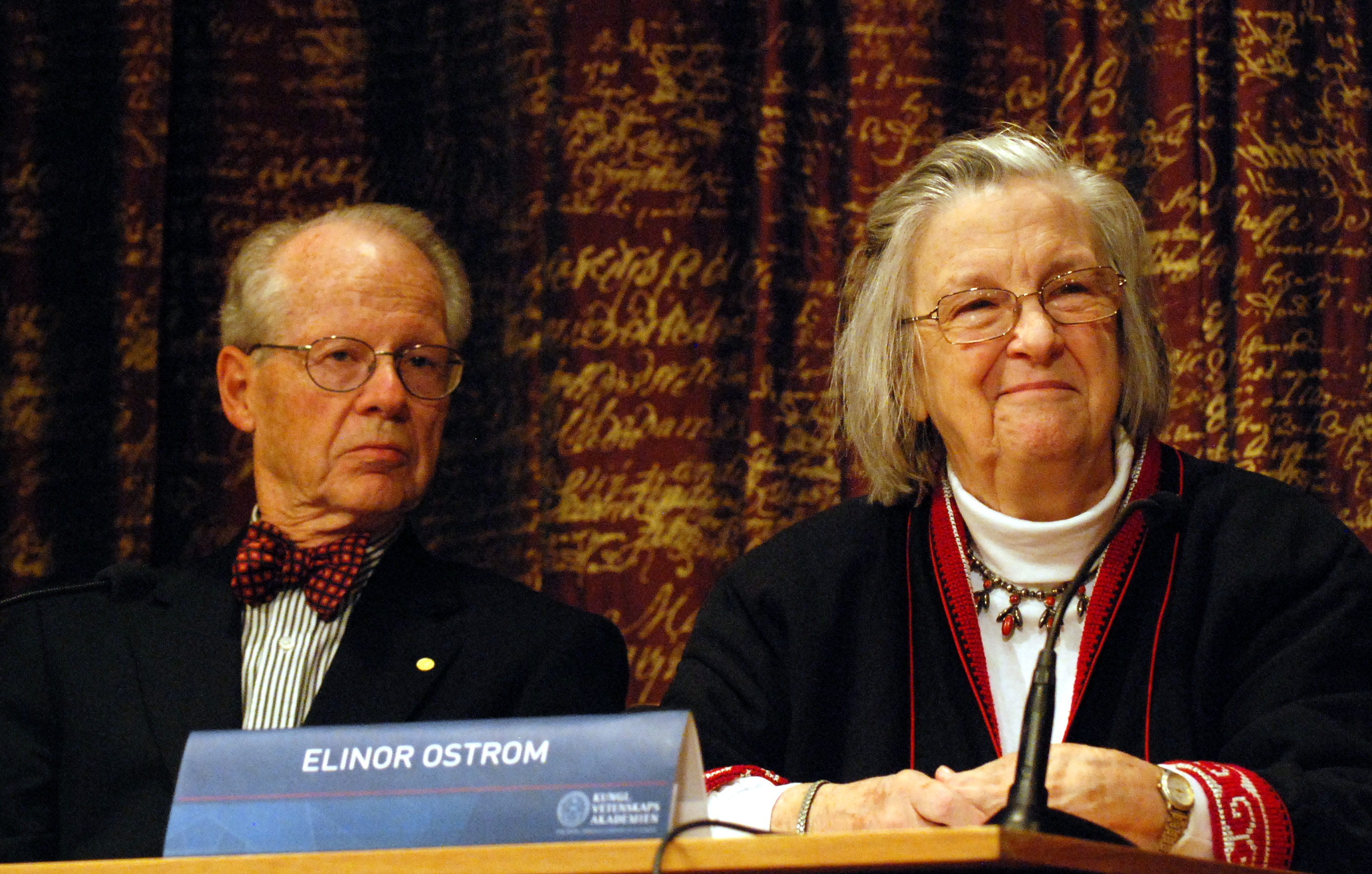
노벨 경제학상 수상 때의
엘리너 오스트롬.

- 2명의 프리츠커상 수상자 (건축상) - 톰 메인, 프랭크 게리
- 엘리너 오스트롬 - 노벨 경제학상 수상자
- 로이드 셰플리 - 노벨 경제학상 수상자
- 랠프 번치 - 노벨 평화상 수상자
- 버트런드 러셀 - 노벨 문학상 수상자, 수학자, 철학자
- 힐러리 퍼트넘 - 철학자
- 루돌프 카르나프 - 철학자
- 한스 라이헨바흐 - 철학자

## 사회ㆍ정치
- 토머스 브래들리 - 로스앤젤레스 첫 아프리카계 미국인 시장
- 마이클 듀카키스 - 정치인
- 워런 크리스토퍼 - 62대 미국 국무장관
- 린 캄튼 - 판사
- 커스틴 질러브랜드 - 정치인; 뉴욕주 연방 상원의원
- 로라 링 - 방송 기자

## 예술ㆍ문화

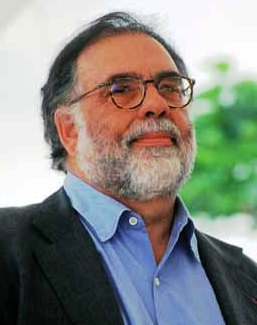
영화감독 프랜시스 포드 코폴라.

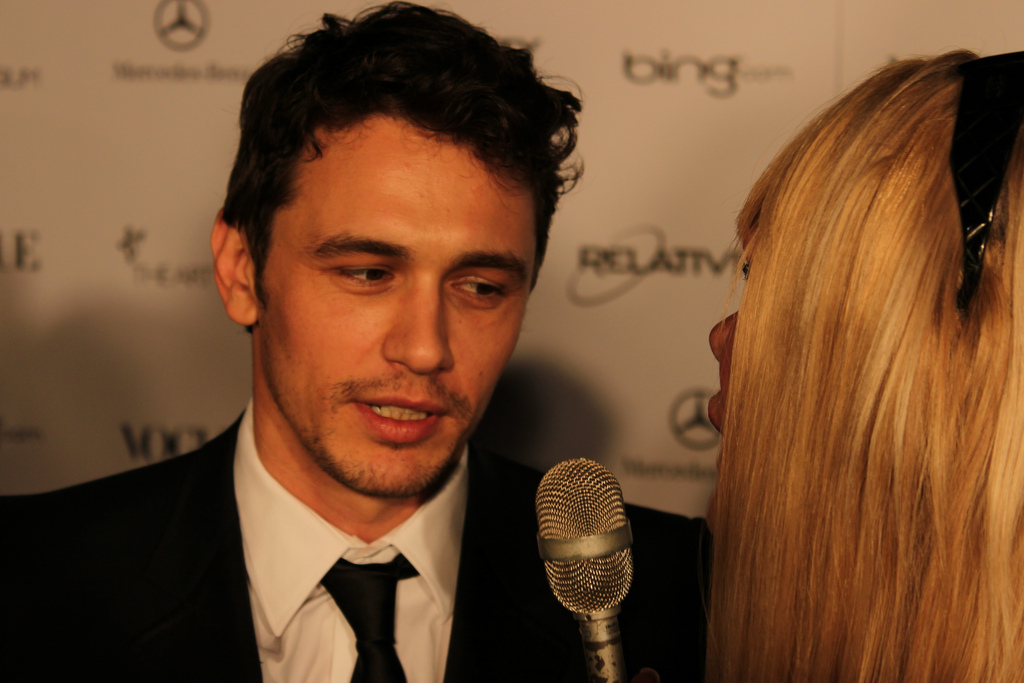
영화배우 제임스 프랭코.

### 연극ㆍ연예
- 13명의 아카데미상 수상자
- 프랜시스 포드 코폴라 - 영화감독: 《대부》
- 알렉산더 페인 - 영화감독: 《디센던트》
- 고어 버빈스키 - 영화감독: 《캐리비안의 해적》
- 캐서린 하드윅 - 영화감독: 《트와일라잇》
- 천커신 - 영화감독: 《첨밀밀》, 《명장》
- 에릭 로스 - 각본가: 《포레스트 검프》
- 데이비드 켑 - 각본가: 《스파이더맨》, 《맨 인 블랙 3》, 《쥬라기 공원 2: 잃어버린 세계》, 《미션 임파서블》, 《인디아나 존스: 크리스탈 해골의 왕국》
- 제임스 딘 - 배우
- 제임스 프랭코 - 배우 (이 학교 영어과목 강사도 맡고 있다.)
- 벤 스틸러 - 배우
- 팀 로빈스 - 배우: 《쇼생크 탈출》
- 숀 애스틴 - 배우: 《반지의 제왕》
- 조지 타케이 - 배우: 《스타 트렉》, 일본계 미국인 인권운동가
- 칼 펜 - 배우: 《해롤드 앤 쿠마》, 《하우스 (드라마)》, 전 오바마 행정부에서 일하기도 하였다.
- 마크 하먼 - 배우: 《NCIS》, 이 학교의 전 미식축구 선수이기도 했다.
- 로리 홀든 - 배우: 《워킹 데드》
- 마임 비아릭 - 배우: 《[[빅뱅 이론 (시트콤)]|빅뱅 이론]]》
- 낸시 카트라이트 - 배우, 성우: 《심슨 가족 더 무비》
- 케이 패너베이커 - 배우
- 켈리 로완 - 배우
- 코빈 번슨 - 배우
- 마일로 벤티밀리아 - 배우
- 개브리엘 유니언 - 배우
- 헤더 그레이엄 - 배우
- 잭 블랙 - 코미디언

### 음악ㆍ미술
- 존 윌리엄스 - 작곡가: 《죠스》, 《스타 워즈》, 《슈퍼맨》, 《E.T.》, 《인디아나 존스》, 《나 홀로 집에》, 《쥬라기 공원》, 《해리 포터와 마법사의 돌》, 각종 올림픽 테마곡
- 마이클 지아키노 - 작곡가: 《로스트》, 《로스트》, 《미션 임파서블 3》, 《메달 오브 아너》
- 제임스 호너 - 작곡가: 《에이리언 2》, 《타이타닉》, 《트로이》, 《아바타》, 《뷰티풀 마인드》
- 아르놀트 쇤베르크 - 12음기법과 무조음악을 정립한 최초의 작곡가
- 파 이스트 무브먼트 (제임스 로) - 음악 밴드
- 미키 매든 - 음악 밴드 마룬 5의 베이시스트
- 라이언 두식 - 음악 밴드 마룬 5의 전 드러머
- 짐 모리슨 - 도어즈의 리드 가수, 감독, 시인, 작곡가
- 브래드 델슨 - 음악 밴드 린킨 파크의 리드 기타
- 앤서니 키디스 - 음악 밴드 레드 핫 칠리 페퍼스의 보컬

## 스포츠

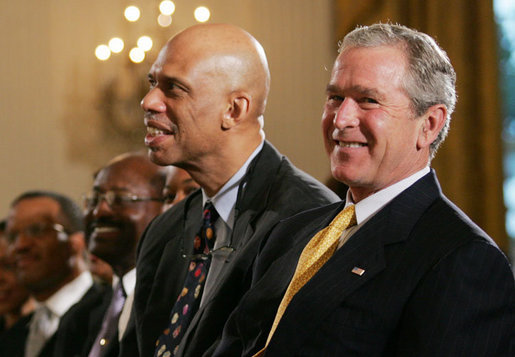
농구 선수 카림 압둘-자바.

- 미셸 콴 - 피겨 스케이팅 선수 (전학)
- 개럿 앳킨스 - 야구 선수
- 트로이 글로스 - 야구 선수
- 체이스 어틀리 - 야구 선수
- 카림 압둘-자바 - 농구 선수
- 레지 밀러 - 농구 선수
- 브래드 프리델 - 축구 선수
- 카를로스 보카네그라 - 축구 선수 (미국 국가 대표팀 주장)
- 지미 코너스 - 테니스 선수
- 아서 애시 - 테니스 선수
- 플로 조 - 육상 선수, 100미터와 200미터 세계 기록 보유자
- 게일 디버스 - 육상 선수
- 아토 볼든 - 육상 선수
- 재키 조이너 - 커시 - 육상 선수, 20세기의 위대한 여성 육상 선수 선정
- 마이크 파월 - 육상 선수, 멀리뛰기 세계 기록 보유자
- 존 헨리 - MLB 보스턴 레드삭스 프리미어리그 리버풀 FC 구단주

## 기타
- 3명의 Blizzard Entertainment 공동 창립자

다음은 교수진의 프로필이다.
- 108명의 미국 예술 과학 아카데미 회원
- 88명의 American Association for the Advancement of Science 회원
- 43명의 National Academy of Sciences 회원
- 7명의 National Academy of Education 회원
- 16명의 American Philosophical Society 회원
- 34명의 Institute of Medicine 회원
- 21명의 National Academy of Engineering 회원